# 眠り姫 (映画)
『眠り姫』（ねむりひめ）は、2007年公開の日本映画。山本直樹による同名漫画を原作としている。

## キャスト
- つぐみ - 青地
- 西島秀俊 - 野口
- 山本浩司 - 達ちゃん
- 大友三郎 - 大友
- 榎本由希 - 達ちゃんの母親
- 園部貴一 - 社会科教師
- 橋爪利博 - 体育教師
- 張替小百合
- 横山美智代
- 五十嵐有紗
- 馬田幹子
- 坂東千紗
- 北田弥恵子
- 斉藤唯
- 新柵未成

## スタッフ
- 監督・脚本・撮影：七里圭
- 原作：山本直樹
- 企画：越川道夫
- プロデューサー：棚沢努 平林勉
- 撮影：高橋哲也
- 録音：小林徹哉
- 音響効果：岡瀬晶彦
- 整音：横田智昭
- 仕上げ：三本木久城
- 制作：平林勉
- 音楽：侘美秀俊
- 演奏：カッセ･レゾナント
- スチール：宮沢豪
- 宣伝：原田徹（スリーピン）
- 宣伝協力：山本ゆい
- 機材協力：パナソニックDVワークショップスタジオDU
- 製作・配給：charm point